# Lesław Martan
Lesław Martan (ur. 5 czerwca 1925, zm. 11 maja 2008) – polski prawnik. 

## Życiorys
Absolwent Uniwersytetu Wrocławskiego. Od 1989 profesor na Wydziale Informatyki i Zarządzania Politechniki Wrocławskiej. Prorektor Politechniki Wrocławskiej (1972-1981).

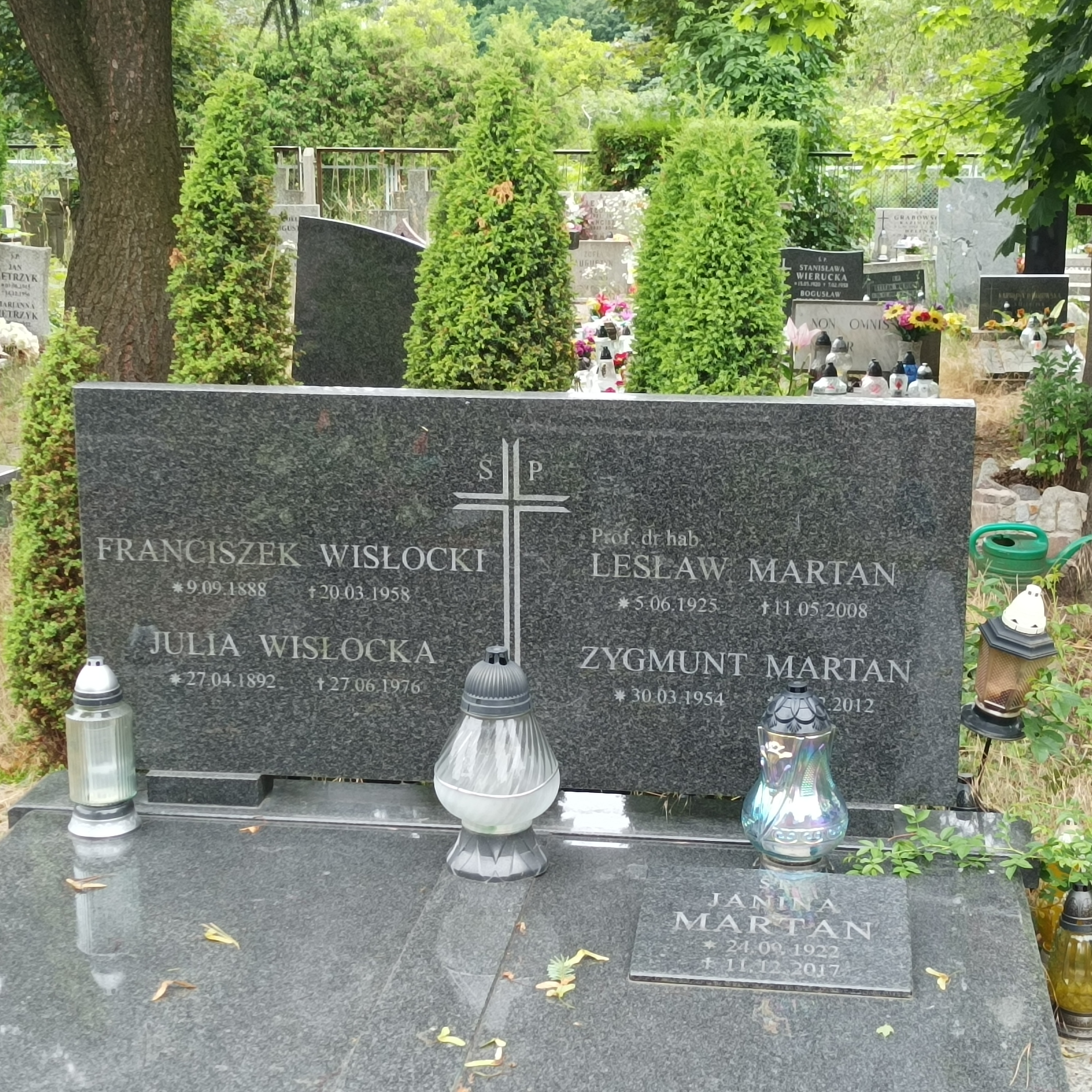
Grób prof. Lesława Martana na Cmentarzu Świętej Rodziny we Wrocławiu